# Sherry cobbler
Lo Sherry cobbler è un classico cocktail americano a base di sherry, zucchero e agrumi. Dal 2024 fa parte della lista dei cocktail ufficialmente riconosciuti dall'IBA.

## Storia
Le sue origini non sono certe, ma si ritiene che risalgano all'inizio del XIX secolo. La prima menzione del cocktail si ha in un diario del 1838 di una viaggiatrice canadese Katherine Jane Ellice negli Stati Uniti, ma la notorietà internazionale si ebbe quando Charles Dickens incluse la bevanda in Martin Chuzzlewit.
Il cocktail è stato incluso nella prima edizione del 1862 del libro The Bartender's Guide di Jerry Thomas, che è considerata la prima guida per i barman, e la ricetta originale prevedeva tre soli ingredienti: 
- 2 bicchieri di vino sherry
- 1 cucchiaio di zucchero
- 2 o 3 fette di arancia.

La preparazione della bevanda prevede che l'arancia o il limone vengano mischiati con lo sherry e agitati insieme a del ghiaccio in uno shaker. Il risultato viene poi filtrato in un bicchiere highball pieno di ghiaccio tritato e guarnito con foglie di menta, lampone e fette di arancia e limone. Può anche essere decorato con spicchi di ananas o frutti di bosco di stagione. Alcune ricette aggiungono il succo d'ananas.

## Varianti
Il rebujito è una bevanda andalusa simile allo sherry cobbler, realizzata combinando lo sherry e una bibita analcolica, tipicamente gazzosa.
Il King's Cobbler è realizzato utilizzando il Rabarbaro Zucca al posto dello sherrye guarnendolo con foglie di menta e mezza fragola.
Lo Champagne cobbler si fa con ananas, limone e arancia mischiati con maraschino e champagne in un rapporto 1:4. 